# Cymbidium cochleare
Cymbidium cochleare är en orkidéart som beskrevs av John Lindley. Cymbidium cochleare ingår i släktet Cymbidium, och familjen orkidéer. Inga underarter finns listade i Catalogue of Life.